# 卡胡伊夫
49°34′15″N 23°53′42″E / 49.57083°N 23.89500°E
卡胡伊夫（烏克蘭語：Кагуїв），是烏克蘭西部利維夫州斯特雷區米科拉伊夫市镇的村庄。始建於1615年，面積0.48平方公里，海拔高度294米，2001年人口384，人口密度每平方公里795.03人。